# The Trouble with Angels (álbum)
The Trouble with Angels es el quinto álbum de estudio del grupo estadounidense de metal industrial Filter, lanzado en 2010 por medio de la compañía discográfica Nuclear Blast.
El primer sencillo del álbum, «The Inevitable Relapse», se lanzó de forma gratuita en el sitio web oficial de la banda el 26 de mayo de 2010. El álbum debutó en el puesto número 64 del Billboard 200, vendiendo 6300 copias.

## Listado de canciones
| LP original |                                        |                                  |          |  |
| N.º         | Título                                 | Música                           | Duración |  |
| 1.          | «The Inevitable Relapse»               | Fineo, Marlette, Patrick, Spiker | 3:30     |  |
| 2.          | «Drug Boy»                             | Marlette, Marlow, Patrick        | 3:47     |  |
| 3.          | «Absentee Father»                      | Fineo, Marlette, Patrick, Spiker | 3:59     |  |
| 4.          | «No Love»                              | Marlette, Marlow, Patrick        | 4:20     |  |
| 5.          | «No Re-Entry»                          | Marlette, Patrick                | 5:40     |  |
| 6.          | «Down with Me»                         | Marlette, Marlow, Patrick        | 3:53     |  |
| 7.          | «Catch a Falling Knife»                | Marlette, Patrick                | 4:03     |  |
| 8.          | «The Trouble with Angels»              | Marlette, Patrick                | 3:53     |  |
| 9.          | «Clouds»                               | Marlette, Marlow, Patrick        | 3:33     |  |
| 10.         | «Fades Like a Photograph (Dead Angel)» | Koser, Patrick, Wander           | 4:24     |  |
| 38:62       |                                        |                                  |          |  |

## Posicionamiento

### Álbum
| Año  | Trabajo                 | Lista                  | Posición |
| ---- | ----------------------- | ---------------------- | -------- |
| 2008 | The Trouble With Angels | Billboard 200          | 64       |
| 2008 | The Trouble With Angels | Top Hard Rock Albums   | 7        |
| 2008 | The Trouble With Angels | Top Independent Albums | 12       |
| 2008 | The Trouble With Angels | Alternative Songs      | 12       |
| 2008 | The Trouble With Angels | Top Rock Albums        | 24       |

## Créditos
| - Chapman Baehler — Fotografía - Rae DiLeo — Programación - Darryl Eaton — Reserva - Nicolás Essig — Asistente - Mika Fineo — Compositor - Ted Jensen — Máster - Harald Koser — Compositor - Brian Liesagang — Programación - Yogi Lonich — Guitarra - Bob Marlette — Productor | - Chris Marlette — Asistente - Mitchell Marlow — Ingeniero - Deborah Norcross — Diseño - Richard Patrick — Compositor - Marc Pollack — Administrador - Brian Porizek — Diseño de carátula - Bruce Somers — Programación - John Spiker — Ingeniero - Thomas Wander — Compositor - Kyle Wilensky — Reserva |